# Oddział Zygmunta Padlewskiego

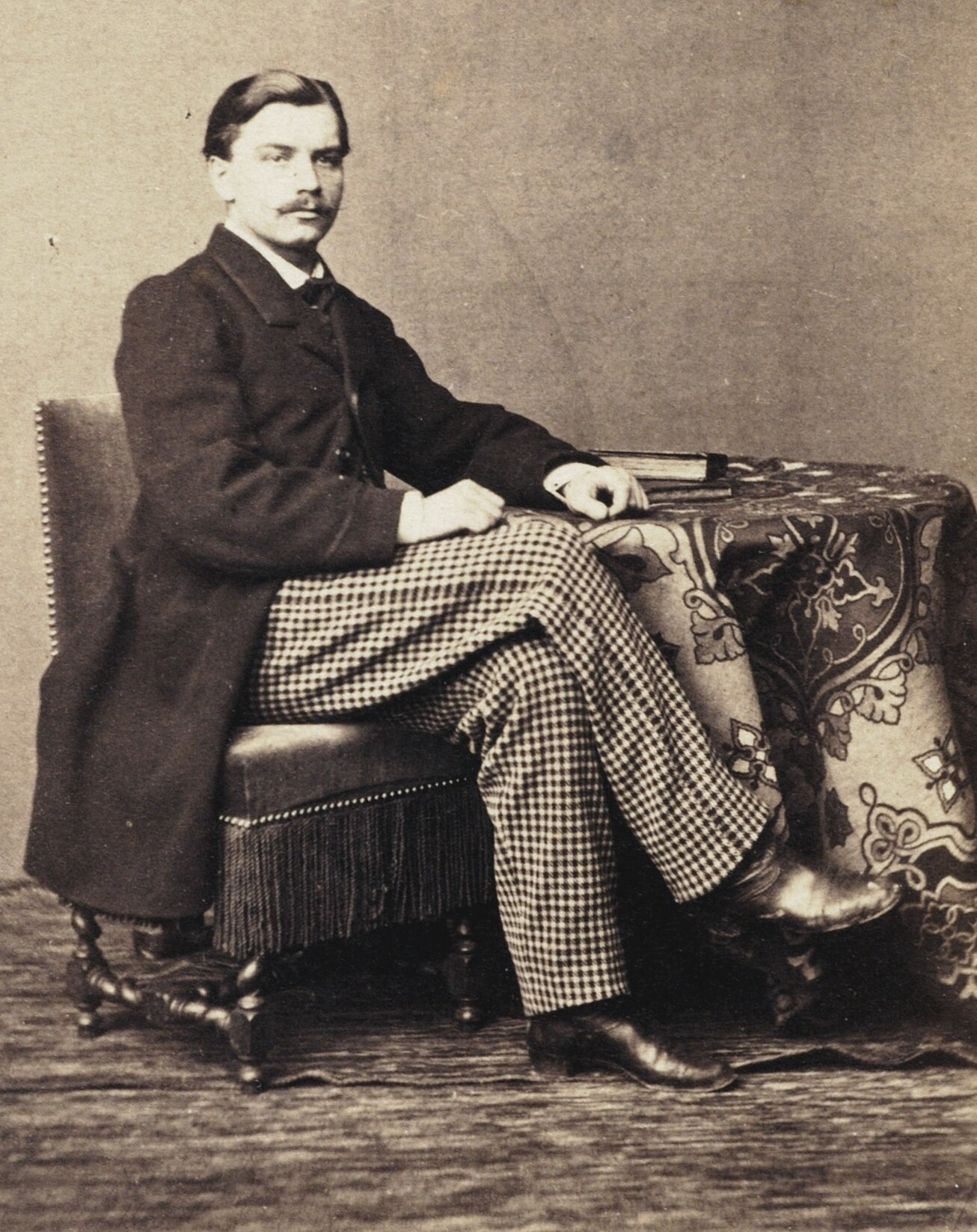
Zygmunt Padlewski

Oddział Zygmunta Padlewskiego – partia powstańcza okresu powstania styczniowego.
Dowódcą oddziału był Zygmunt Padlewski – członek Komitetu Centralnego Narodowego i jeden z głównych inspiratorów wybuchu powstania.
Po wybuchu powstania, od stycznia 1863 Padlewski był naczelnikiem  miasta Warszawy oraz naczelnikiem powstania w guberni płockiej.
Jego oddział nie zdołał jednak zdobyć Płocka i poniósł porażki pod Słominem i Unieckiem (28 stycznia 1863), następnie pod Myszyńcem (9 marca), Drążdżewem (12 marca) i Radzanowem (21 marca 1863).
W międzyczasie Padlewskiemu podporządkował się oddział Władysława Cichorskiego, który towarzyszył mu w szlaku bojowym na Kurpiach.
Padlewski został ujęty przez władze rosyjskie w dniu 21 kwietnia 1863 r. koło wsi Borzymin niedaleko Rypina, a następnie skazany na karę śmierci i rozstrzelany w Płocku 15 maja 1863.